# Charlotte's Web (phim 1973)
Charlotte's Web là một bộ phim hoạt hình vào năm 1973, dựa trên cuốn truyện Charlotte và Wilbur của E. B. White. Bộ phim, như quyển sách, có nội dung về một chú lợn được một con nhện thông minh tên là Charlotte cứu giúp khỏi bị làm thịt.
Cuốn sách đã được hãng Hanna-Barbera Productions và Sagittarius Productions chuyển thể thành phim năm 1973. Bộ phim được hãng Paramount Pictures phân phối đến rạp vào ngày 1 tháng 3 năm 1973, được các nhà phê bình xếp hạng trung bình và đạt được thành công về mặt thươn mại. Sau đó Paramount phát hành tập tiếp theo chỉ phát hành dạng video, Charlotte's Web 2: Wilbur's Great Adventure, tại Mỹ vào ngày 18 tháng 3 năm 2003, tiếp theo lại là bộ phim người đóng nhắc lại câu chuyện gốc của E. B. White, phát hành ngày 15 tháng 12 năm 2006.

## Diễn viên lồng tiếng
- Henry Gibson vai Wilbur
- Debbie Reynolds vai Charlotte A. Cavatica
- Paul Lynde vai Templeton
- Agnes Moorehead vai the Goose
- Don Messick vai Jeffrey
- Herb Vigran vai Lurvy
- Pamelyn Ferdin vai Fern Arable
- Martha Scott vai Mrs. Arable
- Bob Holt vai Homer Zuckerman
- John Stephenson vai John Arable
- Danny Bonaduce vai Avery Arable
- William B. White vai Henry Fussy
- Dave Madden vai the Ram
- Joan Gerber vai Edith Zuckerman
- Rex Allen vai the Narrator

## Nhạc phim
1. "There Must Be Something More"
2. "I Can Talk!"
3. "Chin Up!"
4. "We've Got Lots in Common"
5. "Deep in the Dark/Charlotte's Web"
6. "Mother Earth and Father Time"
7. "A Veritable Smorgasbord"
8. "Zuckerman's Famous Pig"